# Yes, Virginia …
Yes, Virginia … ist das zweite Studioalbum der amerikanischen Musikgruppe The Dresden Dolls und wurde am 18. April 2006 veröffentlicht. Titelgebend ist eine Zeile aus ihrem Lied Mrs. O, die auf das legendäre New-York-Sun-Editorial „Gibt es einen Weihnachtsmann?“ anspielt, welches die Worte „Yes, Virginia, there is a Santa Claus“ enthielt.

## Erfolge
In Amerika stieg das Album sofort mit Platz 42 in die Charts ein und verkaufte sich in der ersten Woche über 19.000 Mal. Auch in Europa war das zweite Album der Dresden Dolls erfolgreich, so erreichte es in Österreich den 41. und in Frankreich den 138. Platz. Als Singles wurden die Lieder Sing und Backstabber veröffentlicht. Sowohl zu Sing, als auch zu Backstabber wurden je zwei unterschiedliche Videos veröffentlicht, wobei in einer Version des Backstabber-Videos auch die Mitglieder der Alternative-Rock-Band Panic! at the Disco zu sehen sind. Ebenfalls wurde ein Video zu Shores of California gedreht, welches das California-Girls-Video von David Lee Roth parodiert.

## Titelliste
1. Sex Changes – 4:11
2. Backstabber – 4:11
3. Modern Moonlight – 4:45
4. My Alcoholic Friends – 2:47
5. Delilah – 6:54
6. Dirty Business – 3:36
7. First Orgasm – 3:49
8. Mrs. O – 4:40
9. Shores of California – 3:35
10. Necessary Evil – 2:54
11. Mandy Goes to Med School – 4:39
12. Me & the Minibar – 4:35
13. Sing – 4:40

Anmerkung: Der Japanimport von Yes, Virginia … weist eine abgeänderte Tracklist mit zwei Bonustracks (Lonesome Organist Rapes Page Turner und Two-Headed Boy) auf.